# ماریکه لوکاس رینه‌فلت
ماریکه لوکاس رینه‌فلت (انگلیسی: Marieke Lucas Rijneveld؛ زادهٔ ۲۰ آوریل ۱۹۹۱) نویسنده، شاعر اهل هلند است. وی از سال ۲۰۱۵ میلادی تاکنون مشغول فعالیت بوده‌است. وی همچنین برندهٔ جوایزی همچون جایزه جهانی من بوکر شده‌است.